# Tumörmarkör
Tumörmarkörer är ämnen som kan produceras eller överproduceras vid olika former av cancer. Hur starkt och pålitligt sambandet är varierar. Tumörmarkörer kan ge en fingervisning om hur effektiv en viss behandling är eller har varit.

## Olika tumörmarkörer
- Alfafetoprotein (AFP) kan vara förhöjd vid levercancer[2] (hepatocellulär cancer).
- Beta-2-mikroglobulin (B2M) är en ickespecifik markör som kan vara förhöjd vid myelom och lymfom.[2]
- Cancerantigen 15-3 (CA15-3) Förhöjda halter av detta ses hos en majoritet av patienter med metastaserad bröstcancer.[2]
- Cancerantigen 125 (CA125) används för att detektera äggstockscancer.[2]
- Cancerantigen 19-9 förhöjd hos 80-95% av personer med cancer i bukspottkörteln som den används för att indikera. C:a 5% saknar antigenet. Vissa mer godartade sjukdomar i lever och magsäck kan ge lätt förhöjda halter.[3]
- Carcinoembryonalt antigen (CEA) anses främst vara en bra markör på cancer i tjocktarmen.[2] Dock har inte alla dessa cancerpatienter ökat CEA, utan detta är individuellt och beror troligen på den individuella mutationen i cancercellerna hos just den personen. För de patienter som uppvisar ett ökat CEA är markören bra för uppföljning av behandling: koncentrationen i blod ökar ofta tidigare än alla andra tecken om sjukdomen kommer tillbaka.
- Koriongonadotropin (hCG) tillverkas av trofoblastceller som finns i moderkakan. En högre halt än normalt av korigoandotropin kan vara en indikation på embryonalt carcinom, gulsäckstumör, choriocarcinom, eller, hos män, testikelcancer. hCG mäts även vid vissa typer av graviditetstest; halten av hCG säger om den gravida kvinnan väntar ett barn eller två.
- Gammaenolas / neuronspecifikt enolas (NSE) används vid lungcancer eller neuroblastom.
- M2-PK kan användas vid vissa tumörer, såsom lungcancer[4].
- Prostataspecifikt antigen (PSA). Förhöjda halter av detta ses relativt ofta vid prostatacancer.[2] I USA erbjuds män vid större hälsokontroller ofta ett PSA-test, men i Sverige är detta ovanligt då man anser att markören är ett för trubbigt verktyg för att använda på det sättet.
- Tyreoglobulin är en tumörmarkör vid sköldkörtelcancer. Efter slutförd behandling tyder en stigande nivå på ny sjukdomsaktivitet.[5]